# أرتور رودريغيز (لاعب كرة قدم مكسيكي)
أرتور رودريغيز (بالإسبانية: Arturo Rodriguez)‏ هو لاعب كرة قدم مكسيكي في مركز الوسط، ولد في 15 ديسمبر 1998 في مدينة سان لويس بوتوسي في المكسيك. لعب مع ريال موناركس ونادي نورث تكساس.